# Bodediagram

Bodediagram voor een laagdoorlaatfilter van eerste orde

Een bodediagram, genoemd naar Hendrik Wade Bode (1905 - 1982), is de grafische weergave van de complexe overdrachtsfunctie van een lineair tijdinvariant continu systeem (LTC-systeem). Het bodediagram bestaat uit twee boven elkaar geplaatste grafieken waarin de amplitudeversterking en de faseverschuiving als functie van de frequentie zijn uitgezet. Daarbij is de frequentie op een logaritmische schaal gegeven. Het diagram wordt onder andere gebruikt bij het ontwerpen van filters in de elektronica en in de regeltechniek.

## Effecten van polen en nulpunten op het bodediagram
Gebruikmakend van de ligging van polen en nulpunten van een LTC-systeem kan het bodediagram van de frequentierespons geschetst worden. De aanwezigheid van polen en nulpunten  heeft bepaalde gevolgen voor het amplitudeverloop en voor het faseverloop. De helling van het verloop van de amplitude op de grafiek wordt uitgedrukt in dB per decade. Een decade is een frequentieverhoging met een factor tien, of logaritmisch een toename met 1. 
Het voordeel van een bodediagram is dat een dergelijke schets van het verloop van amplitude met grote nauwkeurigheid kan worden uitgevoerd door middel van enkele aaneensluitende rechte lijnstukken (zie voorbeeld verder).

### Effect van een reële pool op het bodediagram
Wegens de eis op stabiliteit kunnen polen enkel in de strikt negatieve helft van het complexe vlak liggen. Een eerste-ordesysteem met overdrachtsfunctie
{\displaystyle H(s)={\frac {1}{10^{-3}s+1}}}
heeft een pool in {\displaystyle s=-1000} en een nulpunt in oneindig. De bijhorende frequentierespons is
{\displaystyle H(j\omega )={\frac {1}{10^{-3}j\omega +1}}}
Voor hoekfrequenties {\displaystyle \omega } veel lager dan 1000 rad/s kan de frequentieafhankelijke term in de noemer verwaarloosd worden ten opzichte van de factor 1, zodat in eerste benadering de frequentierespons voor lage frequenties gelijk is aan 1. De amplitudeversterking in dB en de faseverschuiving worden dus respectievelijk:
{\displaystyle A(\omega )=0} (dB)
{\displaystyle \varphi (\omega )=0}
Voor hogere hoekfrequenties {\displaystyle \omega }, veel hoger dan 1000 rad/s, kan de term 1 in de noemer verwaarloosd worden ten opzichte van de frequentieafhankelijke term, zodat in eerste benadering, de frequentierespons voor hogere en hoge frequenties gelijk wordt aan:
{\displaystyle H(j\omega )={\frac {1}{10^{-3}j\omega }}=-j{\frac {1000}{\omega }}}
De amplitudeversterking in dB en de faseverschuiving worden dus respectievelijk:
{\displaystyle A(\omega )=60-20\log(\omega )} (dB)
{\displaystyle \varphi (\omega )=-{\tfrac {1}{2}}\pi }
Conclusie: een reële enkelvoudige pool doet in een bodediagram de amplituderespons met 20 dB/decade afnemen ten opzichte van de helling bij lagere frequentie, en laat de faserespons met 90° dalen.

### Effect van een reëel nulpunt op het bodediagram
Nulpunten van een LTC-systeem kunnen overal in het complexe vlak liggen en kennen dus niet de beperking die polen wel hebben. Op analoge manier als hierboven kan worden aangetoond dat een reëel enkelvoudige nulpunt de amplituderespons  in het bodediagram met 20 dB/decade doet stijgen ten opzichte van de helling bij lagere frequentie. De faserespons zal met 90° stijgen indien het nulpunt negatief is, en met 90° dalen indien het nulpunt positief is.
Een speciaal geval is wanneer een nulpunt in de oorsprong ligt zoals bij een banddoorlaatsysteem. Neem het systeem met overdrachtsfunctie:
{\displaystyle H(s)={\frac {s}{10^{-3}s+1}}}
met als frequentierespons :
{\displaystyle H(j\omega )={\frac {j\omega }{10^{-3}j\omega +1}}}
Voor frequenties veel lager dan 1000 rad/s kan dit worden benaderd door:
{\displaystyle H(j\omega )\approx j\omega }
met als amplitudeversterking in dB en als faseverschuiving:
{\displaystyle A(\omega )=20\log(\omega )} (dB)
{\displaystyle \varphi (\omega )={\tfrac {1}{2}}\pi }
Een nulpunt in de oorsprong  betekent dus in het bodediagram een helling van 20 dB/decade in het amplitudeverloop, en een faseverschuiving van +90°.

### Effecten van complex toegevoegde polen
In de buurt van een stel complex toegevoegde polen {\displaystyle a\pm jb}. dat wil zeggen voor frequenties in de buurt van {\displaystyle {\sqrt {a^{2}+b^{2}}}}, zal de helling van het amplitudeverloop in een bodediagram afnemen met 40 dB/decade, en zal de fase afnemen met 180°. Deze effecten zijn dus gewoon het dubbele van het effect van een enkelvoudige reële pool. Daar kan overigens wel een lokale piek ontstaan, indien de polen ondergedempt zijn, en dus dicht bij de imaginaire as van het complexe vlak liggen. Indien de polen op de imaginaire zouden liggen, zou deze piek oneindig hoog zijn, en zou fysisch gezien zuivere resonantie optreden.

### Effecten van complex toegevoegde nullen
In de buurt van een stel  complex toegevoegde nulpunten zal de helling van het amplitudeverloop in een bodediagram toenemen met 40 dB/decade, en zal de fase afnemen met 180° indien de nulpunten aan de linkerkant van de imaginaire as liggen, en toenemen met 180° indien ze rechts liggen. Deze effecten zijn dus gewoon het dubbele van het effect van een enkelvoudige reële nul.
Bij complex toegevoegde nulpunten op de imaginaire as (zoals bij een 2de-orde-bandstopsysteem) zal de amplitude lokaal naar min oneindig gaan in het bodediagram.

### Samenvatting
|                      | Reële pool    | Reëel positief nulpunt | Reëel negatief nulpunt | Nulpunt in de oorsprong |
| -------------------- | ------------- | ---------------------- | ---------------------- | ----------------------- |
| Helling A(db/decade) | 20 minder     | 20 meer                | 20 meer                | start met +20           |
| Faserespons          | daalt met 90° | daalt met 90°          | stijgt met 90°         | start op 90°            |
Bij complex toegevoegde polen of nulpunten worden deze effecten verdubbeld. Bij polen en nulpunten met een hogere multipliciteit worden deze effecten evenredig vermenigvuldigd.

## Voorbeeld
Het systeem met overdrachtsfunctie
{\displaystyle H(s)={\frac {s^{2}}{s^{2}+1200s+1000000}}}
en dus:
{\displaystyle H(j\omega )={\frac {-\omega ^{2}}{-\omega ^{2}+1200j\omega +1000000}}}
heeft twee nulpunten in de oorsprong en een paar complex toegevoegde polen:
{\displaystyle z_{1,2}=0} en {\displaystyle p_{1,2}=-600\pm 800j}
De polen zullen dus hun aanwezigheid laten voelen vanaf 1000 rad/s. De amplitude zal op lage frequentie starten met een stijgende helling van 40 dB/decade gezien het  dubbele nulpunt in de oorsprong. De werkelijke positie van deze hellende lijn in het bodediagram wordt bepaald door het feit dat de lijn ter hoogte van de polen moet aansluiten op het tweede deel van de plot. Ter hoogte van de polen, dus op frequentie 1000, zal de bestaande helling (die 40 dB/decade bedraagt) afnemen met 40db/decade vanwege de complexe polen. Het amplitudeverloop in het bodediagram kantelt dus naar een horizontaal verloop. De hoogte van dit niveau is makkelijk te vinden want als de frequentie naar oneindig stijgt, wordt de frequentierespons in limiet gelijk aan 1, en dus in het bodediagram gelijk aan nul. Het bodediagram is dus te benaderen door twee rechte lijnen, die op elkaar aansluiten op {\displaystyle \omega =1000}:
- Een stijgende lijn met een helling van 40 dB/decade beneden {\displaystyle \log(\omega )=3}
- Een constant niveau op hoogte 0 db, boven {\displaystyle \log(\omega )=3}

Het faseverloop start als gevolg van het dubbele nulpunt in de oorsprong op 180° en neemt dan af tot nul graden ter hoogte van {\displaystyle \log(\omega )=3}.
De figuren tonen de werkelijke (rood) en benaderde (blauw) amplitude- en faserespons van dit systeem. 

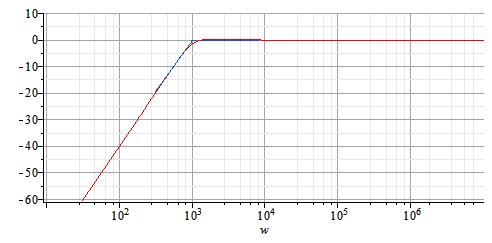
Bodediagram (amplitude) voor een 2de-orde-hoogdoorlaatsysteem

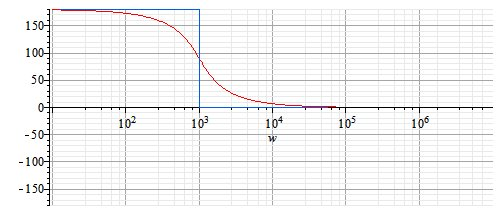
Bodediagram (fase) voor een 2de-orde-hoogdoorlaatsysteem

Omdat de polen voldoende dempen, ontstaat er ter hoogte van de poolfrequentie van 1000 rad/s geen lokale piek. De werkelijke faserespons verloopt veel geleidelijker dan de benadering. Daarom heeft men de gewoonte, wanneer men de faserespons schetst, de overgang geleidelijk te tekenen vanaf een frequentie die een factor tien lager ligt dan de poolfrequentie tot een factor tien hoger, zodat een getrouwer beeld ontstaat.